# Santa Cruz (Turrialba)
Santa Cruz è un distretto della Costa Rica facente parte del cantone di Turrialba, nella provincia di Cartago.